# Fire of Love (Dokumentarfilm)
Fire of Love ist ein Dokumentarfilm von Sara Dosa, der Ende Januar 2022 beim Sundance Film Festival seine Premiere feierte und Ende Oktober 2022 in die deutschen Kinos kam. Im Rahmen der Oscarverleihung 2023 wurde Fire of Love als bester Dokumentarfilm nominiert.

## Inhalt und Biografisches

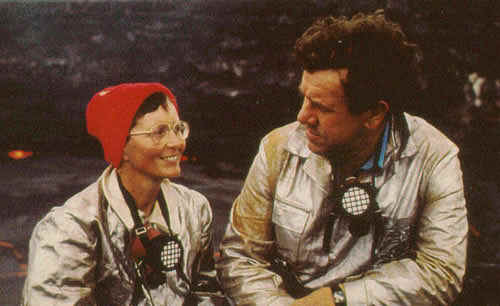
Katia und Maurice Krafft beobachteten gemeinsam Vulkanausbrüche aus nächster Nähe, hier am Kīlauea

Katia und Maurice Krafft waren nicht nur ein Paar, sie teilten auch ihre Leidenschaft für Vulkane. Im Laufe ihres gemeinsamen Lebens hielten sie unzählige Ausbrüche dieser auf 16-Millimeter-Film fest und schufen Tausende von Fotografien. Die Französin und der Franzose arbeiteten nach ihren Abschlüssen in Geologie beziehungsweise Geochemie und Physik ausschließlich freiberuflich und gründeten 1968 das „Centre de Volcanologie Vulcain“ als eine Art schnelle Eingreiftruppe junger Wissenschaftler, die äußerst kurzfristig zu Eruptionen aufbrechen konnte. Ab den 1980er Jahren verlagerte sich ihr Interessenschwerpunkt vom effusiven Vulkanismus. Sie drehten im Auftrag der UNESCO auch einen Lehrfilm über vulkanische Gefahren. Zusammen mit ihrem US-amerikanischen Freund und Kollegen Harry Glicken sowie 40 weiteren Personen starben die Kraffts im Sommer 1991 beim Abgang eines pyroklastischen Stromes am japanischen Vulkan Unzen.

## Produktion
Regie führte Sara Dosa, die gemeinsam mit Shane Boris, Erin Casper und Jocelyne Chaput auch das Drehbuch schrieb.
Im Original spricht Miranda July die Kommentare. In der deutschen Fassung tut dies Tanja Geke.
Die Filmmusik komponierte Nicolas Godin. Das Soundtrack-Album mit insgesamt 15 Musikstücken soll am 20. Januar 2023 von Hollywood Records als Download veröffentlicht werden.
Erste Vorstellungen des Films erfolgten ab dem 20. Januar 2022 beim Sundance Film Festival. Im März 2022 wurde der Film beim South by Southwest Film Festival gezeigt. Im April 2022 wurde er beim Dokumentarfilmfestival Visions du Réel als Eröffnungsfilm, hiernach beim Seattle International Film Festival und Ende des Monats beim San Francisco International Film Festival vorgestellt. Ende April 2022 wurde er zudem im Rahmen der Reihe New Directors / New Films, einem gemeinsamen Filmfestival des New Yorker Museum of Modern Art und der Film Society of Lincoln Center, gezeigt. Im Mai 2022 wurde er beim DOK.fest München und beim Lichter Filmfest, hiernach beim israelischen Dokumentarfilmfestival Docaviv und im Juni 2022 beim Sundance London vorgestellt. Ebenfalls im Juni 2022 eröffnete er das Nantucket Film Festival. Anfang Juli 2022 wurde der Film beim Internationalen Filmfestival Karlovy Vary in der Sektion Horizons gezeigt. Ebenfalls im Juli 2022 wurde er beim Guanajuato International Film Festival gezeigt. Im September 2022 erfolgten Vorstellungen beim Zurich Film Festival, wo Fire of Love in der Sektion #MyReligion gezeigt wurde. Im Oktober 2022 wurde er beim Filmfest Osnabrück gezeigt. Am 27. Oktober 2022 kam der Film in die deutschen Kinos.

## Rezeption

### Kritiken
Von den bei Rotten Tomatoes aufgeführten Kritiken sind 99 Prozent positiv bei einer durchschnittlichen Bewertung mit 8,3 von 10 möglichen Punkten, womit er aus den 23. Annual Golden Tomato Awards als Erstplatzierter unter den Dokumentarfilmen des Jahres 2022 hervorging. Auf Metacritic erhielt der Film einen Metascore von 84 von 100 möglichen Punkten.
Jörg Gerle vom Filmdienst schreibt, der Film, bei dem sich Sara Dosa und ihre Editoren Erin Casper und Jocelyne Chaput ganz auf das von den Kraffts erstellte 16mm-Film- und Foto-Archiv verlassen haben und durchgängig im 4:3-Bild-Format gehalten ist, besitze eine Patina, aber auch jene restaurierte Brillanz der besten Bernhard-Grzimek-Filme. Die fast schon überirdische 4K-Schärfe aktueller Naturdokumentationen weiche den warmen Farben des Zelluloids, und Fire of Love erhalte so eine besonders intime Textur, eine eigentümliche Seele, die einen fast familiär werden lasse mit jenen, die in den Aufnahmen ihr Leben teilen. Durch die Dramaturgie, mit der Dosa das Material kompiliert, werde der heiter-skurrile Film über das Ehepaar Krafft und „ihre“ Vulkane zunehmend nachdenklicher und bitter, ohne allerdings den moralischen Zeigefinger zu heben. Dank der außergewöhnlichen Dokumentation von Dosa blieben nicht nur die schrecklich-wunderbaren Bilder, sondern auch deren Schöpfer in Erinnerung. Fire of Love sei keine unkritische Huldigung zweier Forscher, die man auf eine Ebene mit Grzimek oder Jacques-Yves Cousteau stellen könne. Dosa gelinge vielmehr das Kunststück, das Rätselhafte und Zerrissene des Forschenden am Beispiel des Ehepaars Kraffts zu ergründen, die ihre Leidenschaft immer wieder mit der Wirklichkeit abgleichen mussten. Damit sei Fire of Love auch weit entfernt von Werner Herzogs zur selben Zeit entstandenem Dokumentarfilm Die innere Glut – Requiem für Katia und Maurice Krafft, der mit schwerer, klassischer Musik untermalt und durch selbst vom Regisseur gesprochene, fragwürdige persönliche Einschätzungen einen Krimi aus ihrer Geschichte mache.

### Auszeichnungen
Im Rahmen der Verleihung der British Academy Film Awards 2023 befindet sich der Film in der Longlist in der Kategorie Bester Dokumentarfilm. Im IndieWire Critics Poll des Jahres 2022 landete Fire of Love unter den Dokumentarfilmen auf dem zweiten Platz. Im Folgenden eine Auswahl von Nominierungen und Auszeichnungen.
Alliance of Women Film Journalists Awards 2023
- Nominierung als Bester Dokumentarfilm (Sara Dosa)[27]

British Academy Film Awards 2023
- Nominierung als Bester Dokumentarfilm

Chicago Film Critics Association Awards 2022
- Auszeichnung als Bester Dokumentarfilm[28]

Cinema Eye Honors Awards 2022
- Nominierung in der Kategorie Nonfiction Feature
- Nominierung für die Beste Regie (Sara Dosa)
- Nominierung für den Besten Filmschnitt
- Nominierung für die Beste Musik
- Nominierung für das Beste Sound-Design
- Nominierung für das Beste Visual-Design
- Nominierung für den Publikumspreis[29]

Directors Guild of America Award 2023
- Auszeichnung für die Beste Regie – Dokumentarfilm (Sara Dosa)[30]

Eddie Awards 2023
- Auszeichnung für den Besten Schnitt in einem Dokumentarfilm (Erin Casper & Jocelyne Chaput)[31]

Golden Tomato Awards 2023
- Auszeichnung als Bester Dokumentarfilm[32]

IDA Documentary Awards 2022
- Nominierung als Bester Dokumentarfilm
- Nominierung für die Beste Regie (Sara Dosa)
- Auszeichnung für die Beste Kamera (Maurice Krafft, Katia Krafft und Pablo Alvarez-Mesa)
- Nominierung für den Besten Filmschnitt (Erin Casper und Jocelyne Chaput)
- Auszeichnung für das Beste Drehbuch (Sara Dosa, Erin Casper, Jocelyne Chaput und Shane Boris)[33][34]

Internationales Dokumentarfilmfestival München 2022
- Nominierung im Wettbewerb DOK.international

London Critics’ Circle Film Awards 2023
- Nominierung als Bester Dokumentarfilm[35]

Los Angeles Film Critics Association Awards 2022
- Runner-up in der Kategorie Bester Dokumentarfilm[36]

Online Film Critics Society Awards 2023
- Nominierung als Bester Dokumentarfilm[37]

Oscarverleihung 2023
- Nominierung als Bester Dokumentarfilm (Sara Dosa, Shane Boris und Ina Fichman)[38]

Producers Guild of America Documentary Awards 2022
- Nominierung als Bester Dokumentarfilm[39]

San Francisco International Film Festival 2022
- Nominierung als Bester Dokumentarfilm für den Golden Gate Award (Sara Dosa)

Satellite Awards 2022
- Nominierung als Bester Dokumentarfilm[40]

Seattle International Film Festival 2022
- Nominierung als Bester Film (Sara Dosa)
- Auszeichnung mit den Sonderpreis der Jury im Hauptwettbewerb (Sara Dosa)[41]

South by Southwest Film Festival 2022
- Nominierung für den Publikumspreis in der Sektion Festival Favorites (Sara Dosa)[42]

Sundance Film Festival 2022
- Nominierung im U.S. Documentary Competition
- Auszeichnung mit dem Jonathan Oppenheim Editing Award im U.S. Documentary Competition (Erin Casper und Jocelyne Chaput)[43]

Sydney Film Festival 2022
- Nominierung im Hauptwettbewerb[44]

Visions du Réel 2022
- Auszeichnung mit dem Publikumspreis (Sara Dosa)[45]